# Danh sách tập phim Ranma ½ (mùa 1)
Đây là danh sách tập anime Ranma ½ 

Cover of the DVD box set by Viz, depicting main character Ranma Saotome.

Anime được chuyển thể từ manga Takahashi Rumiko Ranma ½ (らんま½) bắt đầu phát sóng trên Fuji TV từ ngày 15 tháng 4 năm 1989. Do tỉ lệ người xem thấp nên phim chỉ phát 18 tập rồi hủy phát sóng, đợt phát sóng cuối vào ngày 16 tháng 9 năm 1989.  Tuy nhiên phim cũng tái hoạt động với cùng nhân viên và số tập lên đến143 trong cùng năm.

## Danh sách tập phim
| STT | Tên tâhp phim | Ngày phát sóng      |
| --- | --- | ------------------- |
| 1   | "Chūgoku kara Kita Aitsu! Chotto Hen!!" (中国からきたあいつ!ちょっとヘン!!)                                           | 15 tháng 4 năm 1989 |
| 2   | "Asobi Janai no Yo Gakkō wa" (遊びじゃないのよ学校は)                                                                 | 22 tháng 4 năm 1989 |
| 3   | "Ikinari Ai no Arashi Chotto Matte Yo" (いきなり愛の嵐ちょっと待ってョ)                                               | 29 tháng 4 năm 1989 |
| 4   | "Ranma to Ranma? Gokai ga Tomaranai" (乱馬とらんま?誤解がとまらない)                                                  | 6 tháng 5 năm 1989  |
| 5   | "Kotsu Made Aishite? Akane Koi no Fukuzatsu Kossetsu" (骨まで愛して?あかね恋の複雑骨折)                               | 13 tháng 5 năm 1989 |
| 6   | "Akane no Shitsuren Datte Shōganai Janai" (あかねの失恋だってしょうがないじゃない)                                    | 20 tháng 5 năm 1989 |
| 7   | "Tōjō! Eien no Mayoigo - Ryōga" (登場!永遠の迷い子·良牙)                                                              | 27 tháng 5 năm 1989 |
| 8   | "Gakkō wa Senjō da! Taiketsu Ranma Buiesu Ryōga" (学校は戦場だ!対決 乱馬VS良牙)                                       | 3 tháng 6 năm 1989  |
| 9   | "Otome Hakusho - Kami wa Onna no Inochi Nano" (乙女白書·髪は女のいのちなの)                                           | 17 tháng 6 năm 1989 |
| 10  | "Pi-pi-P-chan Roku Namonjanē" (ピーピーPちゃん ろくなもんじゃねェ)                                                    | 1 tháng 7 năm 1989  |
| 11  | "Ranma wo Gekiai! Shintaisō no Sukeban Tōjō" (乱馬を激愛!新体操のスケバン登場)                                        | 15 tháng 7 năm 1989 |
| 12  | "Onna no Koi wa Sensō yo! Kakutō Shintaisō de Iza Shōbu" (女の恋は戦争よ!格闘新体操でいざ勝負)                        | 22 tháng 7 năm 1989 |
| 13  | "Sukeban no Me ni Namida? Rūru Muyō no Kakutō Shintaisō Kecchaku" (スケバンの目に涙?ルール無用の格闘新体操決着)       | 27 tháng 7 năm 1989 |
| 14  | "Kotsuban Uranai! Ranma wa Nippon-ichi no Oyomesan" (骨盤占い!らんまは日本一のお嫁さん)                               | 19 tháng 8 năm 1989 |
| 15  | "Gekiretsu Shōjo Shanpū Tōjō! Watashi Inochi Azukemasu" (激烈少女シャンプー登場!ワタシ命あずけます)                   | 26 tháng 8 năm 1989 |
| 16  | "Shanpū no Hangeki! Hissatsu Shiatsu Kobushi wa Mukuro mo Kokoro mo Ubau" (シャンプーの反撃!必殺指圧拳は身も心も奪う) | 2 tháng 9 năm 1989  |
| 17  | "Ranma Daisuki! Sayonara wa Iwanaide!!" (乱馬大好き!さよならはいわないで!!)                                           | 9 tháng 9 năm 1989  |
| 18  | "Ore wa Otoko da! Ranma Chūgoku e Kaeru?" (オレは男だ!らんま中国へ帰る?)                                              | 16 tháng 9 năm 1989 |